# Serhij Szmatowałenko (ur. 1967)
Serhij Serhijowycz Szmatowałenko, ukr. Сергій Сергійович Шматоваленко, ros. Сергей Сергеевич Шматоваленко, Siergiej Siergiejewicz Szmatowalenko (ur. 20 stycznia 1967 w Odessie, Ukraińska SRR) – ukraiński piłkarz, grający na pozycji obrońcy, reprezentant Związku Radzieckiego oraz Ukrainy, trener piłkarski.

## Kariera piłkarska

### Kariera klubowa
Wychowanek SDJuSzOR (szkoły piłkarskiej) Czornomoreć Odessa. W 1984 debiutował w podstawowym składzie Czornomorca. Potem w latach 1985–1987 odbywał służbę wojskową w SKA Odessa i CSKA Moskwa. W 1987 przeszedł do Dynama Kijów, w którym występował przez 13 sezonów. W 1999 wyjechał do Rosji, gdzie bronił barw klubu Krylja Sowietow Samara. Karierę piłkarską zakończył w mołdawskim zespole Sheriff Tyraspol.

### Kariera reprezentacyjna
21 września 1988 debiutował w reprezentacji Związku Radzieckiego w przegranym 0:1 meczu towarzyskim z RFN. W 1990 występował w młodzieżowej reprezentacji ZSRR. 26 sierpnia 1992 debiutował w drużynie narodowej Ukrainy w przegranym 1:2 meczu towarzyskim z Węgrami.

## Kariera trenerska
Po zakończeniu kariery zawodniczej pomagał Jurijowi Kałytwyncewowi trenować Zakarpattię Użhorod. Potem pracował z juniorską reprezentacją Ukrainy. W latach 2003–2004 był skautem w Dynamie Kijów. Od 2004 pracował na stanowisku asystenta trenera w Dynamo-2 Kijów.

## Sukcesy i odznaczenia

### Sukcesy klubowe
- mistrz ZSRR: 1990
- wicemistrz ZSRR: 1988
- brązowy medalista Mistrzostw ZSRR: 1989
- zdobywca Pucharu ZSRR: 1990
- mistrz Ukrainy (6x): 1993, 1994, 1995, 1996, 1997, 1998
- wicemistrz Ukrainy: 1992
- zdobywca Pucharu Ukrainy: 1993, 1996
- wicemistrz Mołdawii: 2000

### Sukcesy reprezentacyjne
- mistrz Europy U-21: 1990

### Odznaczenia
- tytuł Mistrza Sportu ZSRR: 1986
- tytuł Mistrza Sportu Klasy Międzynarodowej: 1990